# Satyrus alpina
Satyrus alpina är en fjärilsart som beskrevs av Otto Staudinger 1878. Satyrus alpina ingår i släktet Satyrus och familjen praktfjärilar. Inga underarter finns listade.